# Саликова, Вера Анатольевна
Вера Анатольевна Саликова (до 2015 — Серебряникова) (род. 4 марта 1989 года, Челябинск) — российская волейболистка, связующая.

## Биография
Родилась 4 марта 1989 года в Челябинске. Начала заниматься волейболом в местной ДЮСШ под руководством Любови Борисовны Гамовой.
Выступала за команды «Динамо-Метар» (2006—2010, 2017—2018), «Уралочка-НТМК» (2010—2012, 2019—2020), «Хара Морин» (2012—2013), «Заречье-Одинцово» (2013—2017), «Минчанка» (2018—2019, 2021—2022), «Протон» (2020—2021).
Замужем за волейбольным тренером Станиславом Саликовым, у пары есть дочь.

## Достижения

### С клубами
- Победитель розыгрыша  Кубка вызова ЕКВ 2014
- Чемпионка Белоруссии 2019
- Бронзовый призёр чемпионата России 2020